# بريستول هيركوليز

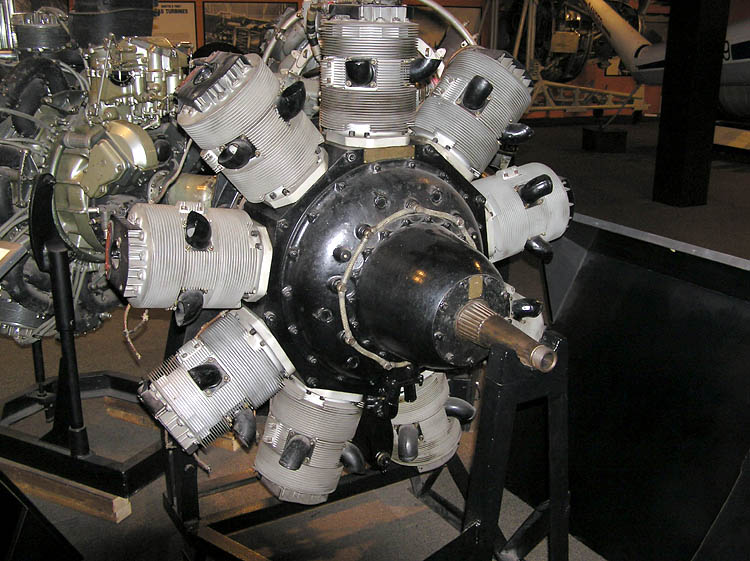
بريستول بيرسيوس

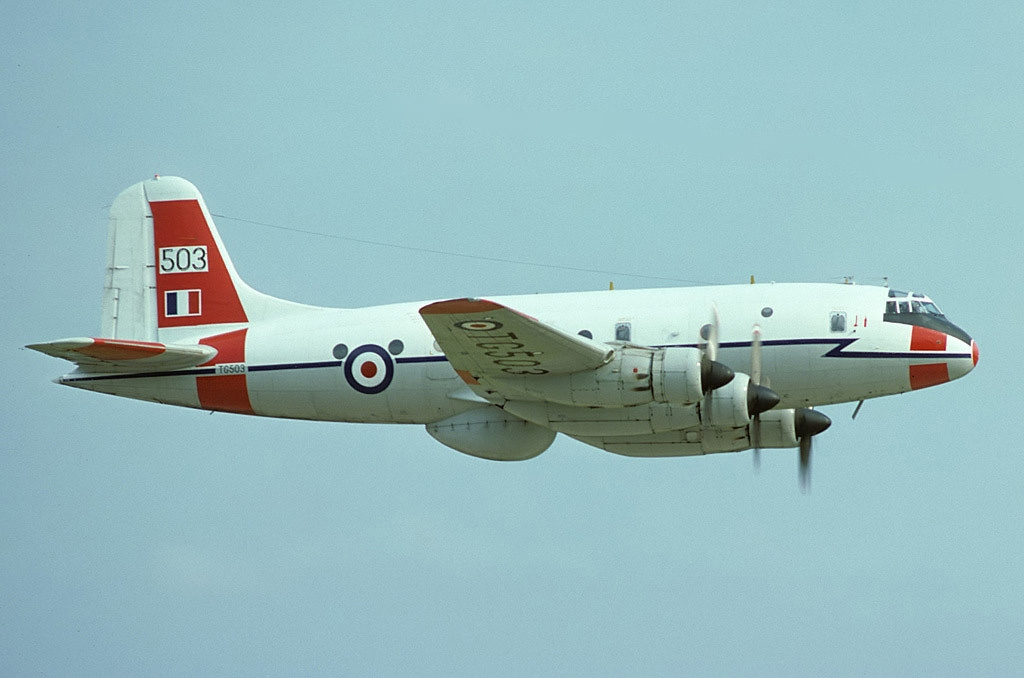
هاندلي بيج هاستينجز

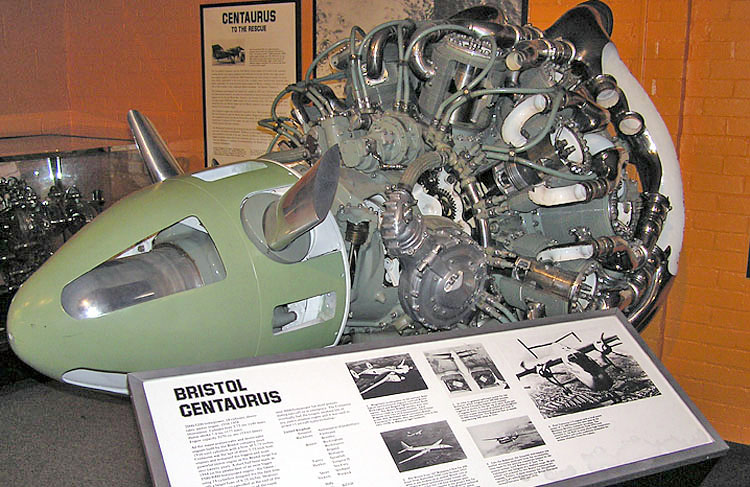
بريستول سينتاورس

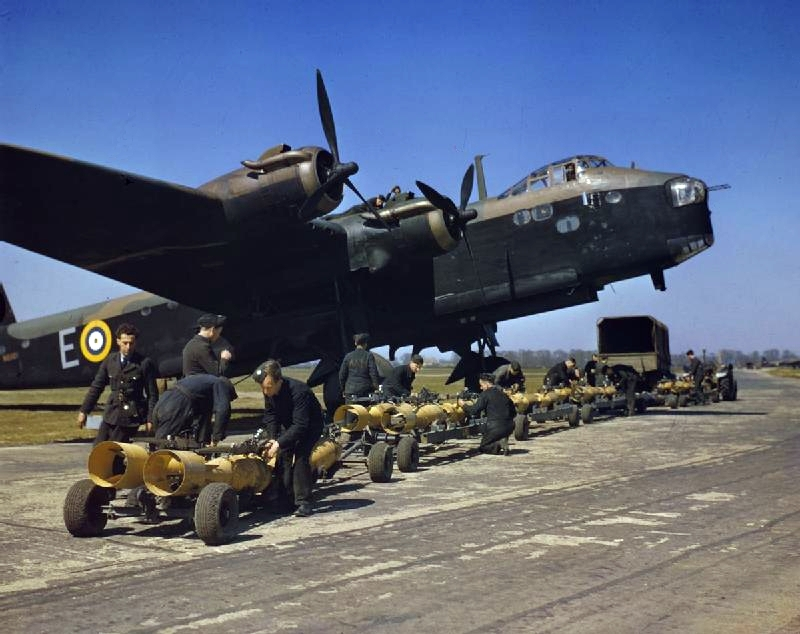
شورت ستيرلينج قاذفة القنابل

 بريستول هيركوليز، محرك طائرةشعاعي مكون من 14 أسطوانة في صفين، صُمم بواسطة السير روي فيدين ‏، و بدأت شركة محركات بريستول إنتاجه في عام 1939. كان هذا المحرك الأول من نوعه من تصاميم المحركات أحادية الصمام الكُمي ‏ التي شهدت انتشارا واسعا في استخدامها، حيث قام بتشغيل العديد من الطائرات في فترة منتصف الحرب العالمية الثانية.

## التصميم والتطوير
يرجع استخدام تصميم الصمام الكُمي الأحادي لسببين:
 توفير تدفق مثالي لغاز الدخول و غاز العادم في محرك شعاعي ثنائي الصف، لتحسين كفائته الحجمية وزيادة نسب الانضغاط، مما يؤدي لتحسين الكفاءة الحرارية. كما أن ترتيب الأسطوانات في صفين بشكل شعاعي، جعل من الصعب استخدام أربع صمامات لكل أسطوانة، وبالتالي فإن كل المحركات الشعاعية ثنائية ورباعية الصف، الغير مستخدمة للصمامات الكُمية، اقتصرت على استخدام التصميم ثنائي الصمام الأقل كفاءة.
أيضا، لأن غرف الاحتراقللمحركات ذات الصمامات الكُمية، لا تحتوي على الكثير من الصمامات، خاصة صمامات العادم وقد جعلها ذلك تعمل على نحو سلس نسبيا وتسمح للمحركات بالعمل بوقود بأرقام أوكتان منخفضة، عند نفس نسبة الانضغاط. يُمكن أيضا استخدام نفس الوقود برقم أوكتان معين، مع استخدام نسبة انضغاط أكبر، أو استخدام شاحن عنفي، مما يحقق توفير اقتصادي أو قدرة ناتجة أكبر. كان الجانب السلبي هو صعوبة توفير تزييت كاف للأسطوانات والصمام الكُمي.
قدمت بريستول أول تصاميمها ذات الصمام الكُمي، في فئة بيرسيوس البالغة قدرته 750حصان (560 كيلو وات)، و فئة بريستول أكويلا ‏ البالغة قدرته 500حصان (370 كيلو وات)، و التي هدفت لتوفيرهم خلال 1930.
كان تطوير الطائرات في هذه الحقبة سريع جدا، لذلك انتهى الأمر بالمحركين السابقين في فئة المحركات ذات القدرة المنخفضة في السوق العسكري، ولكي تقدم بريستول محركات أكبر، قامت بتطوير نسخ ذات 14أسطوانة من المحركين السابقين. حيث طورت بريستول بيرسيوس إلى بريستول هيركوليز، وبريستول أكويلا إلى بريستول تورس ‏.
في عام 1937، استحوذت بريستول على طائرة نورثروب مودل 8 ايه-1، النسخة المصدرة من مهاجمة قاذفات القنابلايه-17، وقامت بتعديلها كمنصة اختبار لأول محركات بريستول هيركوليز.
أُتيحت أول محركات بريستول هيركوليز في عام 1939، فكان محرك هيركوليز 1 البالغة قدرته 1290 حصان (960 كيلو وات)، ثم تطور سريعا إلى هيركوليز 2 البالغة قدرته 1375 حصان (1025 كيلو وات). بينما كان الطراز الرائد هو هيركوليز 6 الذي بلغت قدرته 1650حصان (1230 كيلو وات)، و هيركوليز 17 الذي ظهر في نهاية الحرب، وبلغت قدرته 1735 حصان (1294 كيلو وات).
في عام 1939 طورت بريستول تركيبة موحدة لمحرك هيركوليز، أسمتها "بيضة القدرة ‏"، هذه الميزة جعلت المحرك بالكامل يُمكن تركيبه لأي طائرة مناسبة.
شغل محرك بريستول هيركوليز العديد من الطائرات، من بينها طائرة بريستول بيافايتر المقاتلة الثقيلة، ومع ذلك كان استخدام المحرك أكثر شيوعا مع قاذفات القنابل. استُخدم أيضا محرك هيركوليز في تصاميم الطائرات المدنية، وبلغت ذروتها في محركات 735 و 737 لطائرة هانلدي بيج هاستينجز سي 1 و سي3، و بريستول فريتر. 
رُخص التصميم أيضا للإنتاج في فرنسا بواسطة سنيكما. وبخلاف نسخ المحرك التي كانت قدرتها في نطاق 2000حصان في عام 1950 حتى ظهرت تحسينات في زيت التزييت، كان المحرك يُعد أحد أكثر محركات الطائرات اعتمادية في هذه الحقبة.
بشكل كلي، صُنع 57400 محرك هيركوليز.

## التطبيقات
- Armstrong Whitworth Albemarle
- أفرو لانكستر بي.2
- أفرو يورك سي.2
- بريستول بيافايتر
- بريستول 170
- Bristol Superfreighter
- Breguet 890 Mercure
- كاسا سي -207 أزور
- Fokker T.IX
- Folland Fo.108
- هاندلي بيج هاليفاكس
- هاندلي بيج هاستينغز
- هاندلي بيج هيرميس
- نورد نورتالس

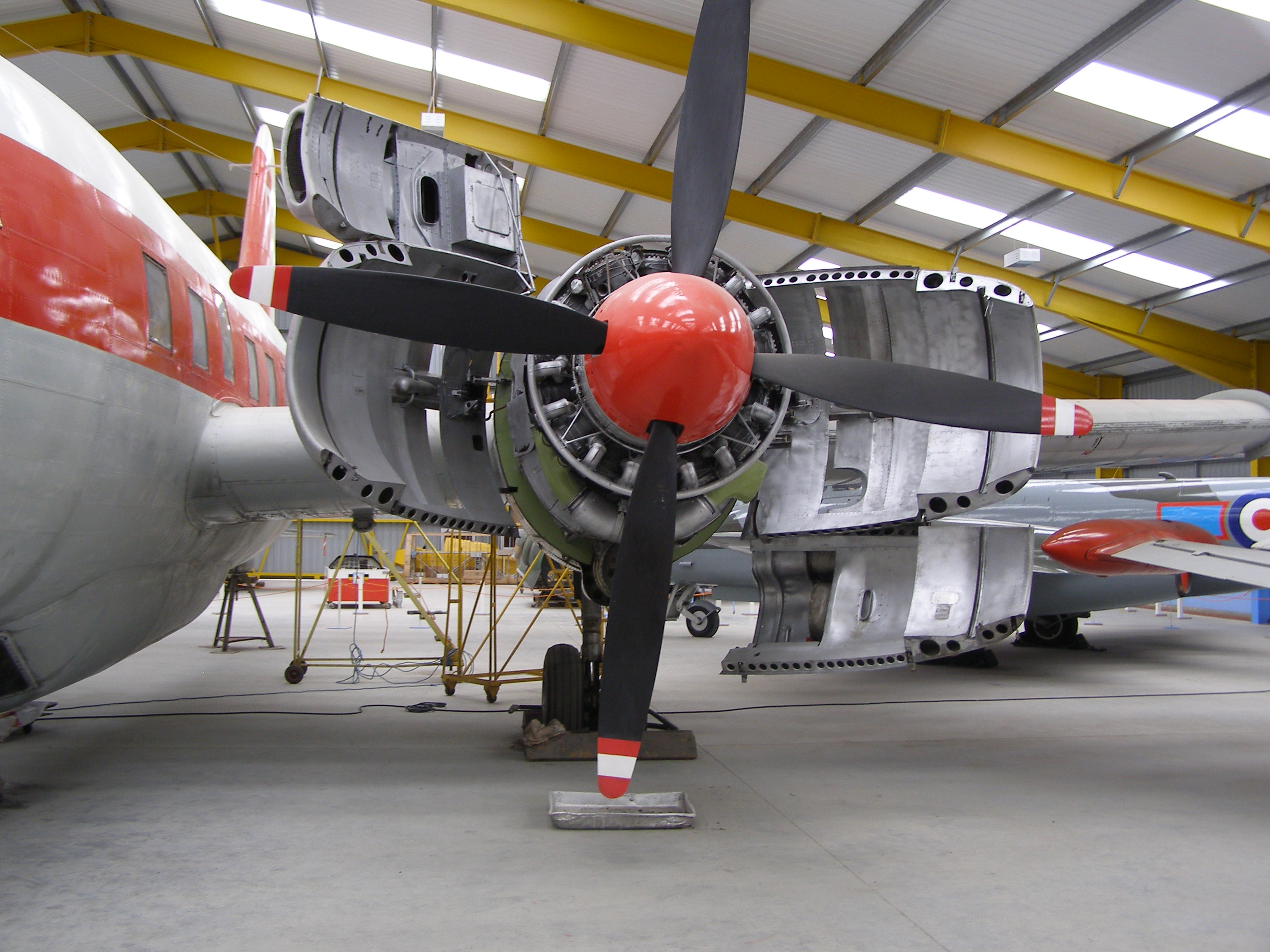
محرك هيركوليز مركب في طائرة فيكرز فارسيتي، التي تُعرض في.

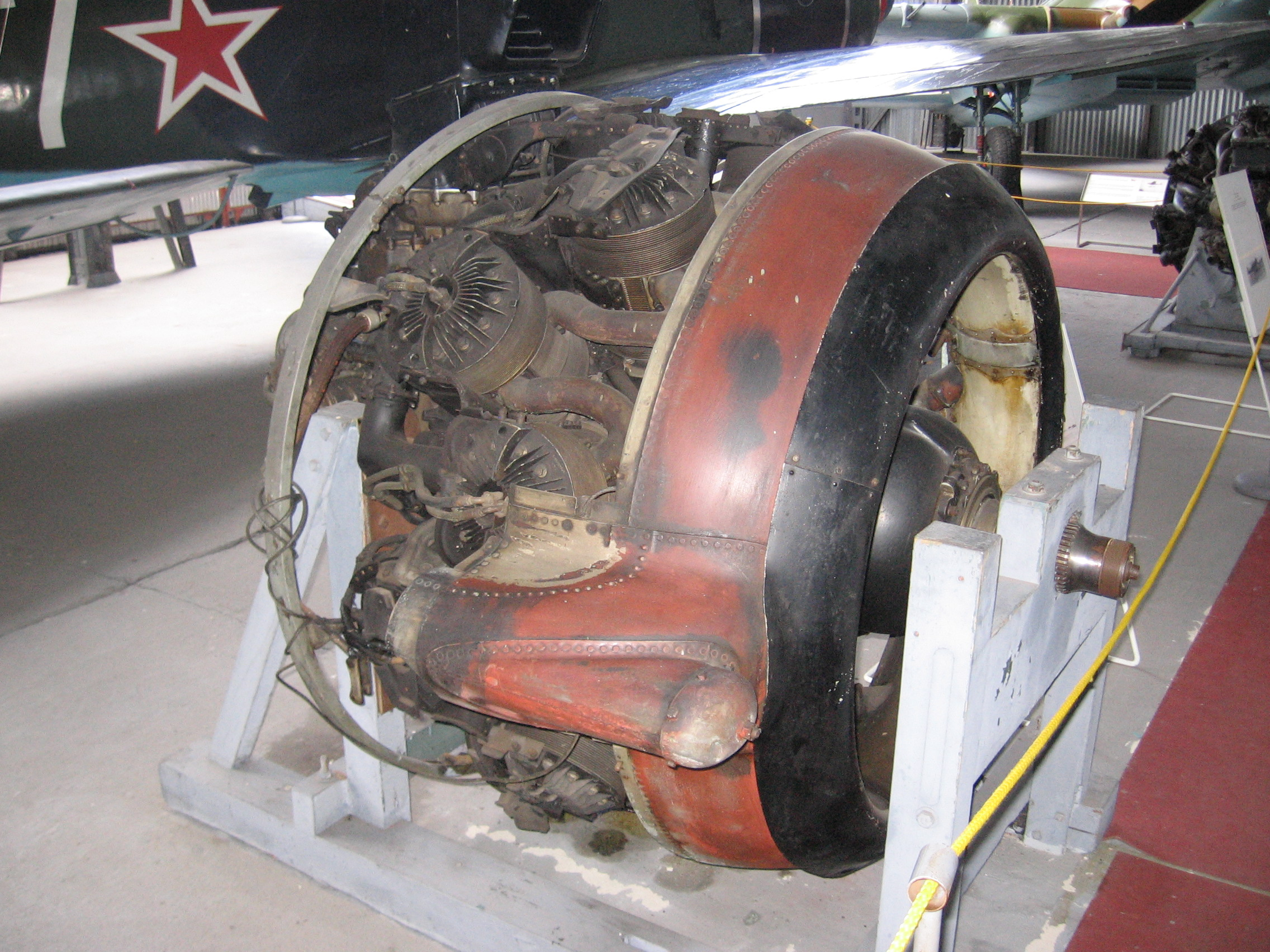
بريستول هيركوليز في متحف طيران كبلي، في براغ.

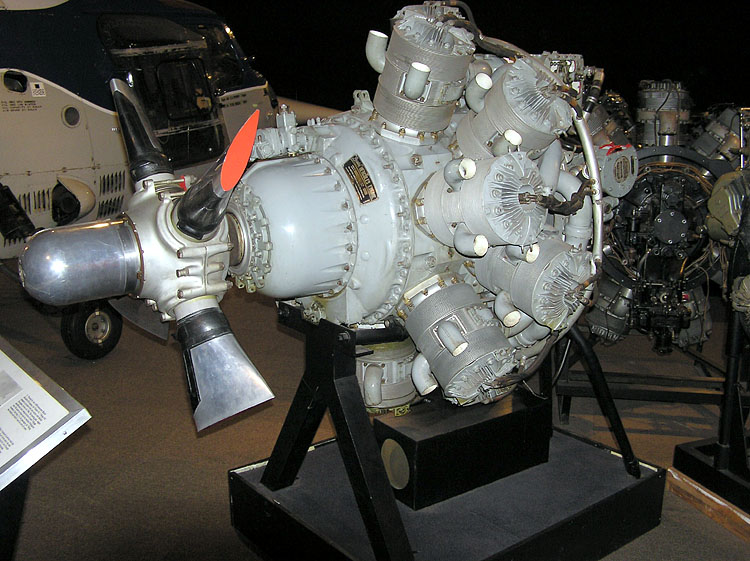
محرك بريستول هيركوليز.لاحظ غياب أذرع الدفع عن الأسطوانات. كل أسطوانة تحتوي على منفذين للعادم في المقدمة (أنابيب قصيرة على شكل L) و ثلاثة منافذ لدخول شحنة خليط الوقود في الخلف، تزود من خلال مجمع سحب أحادي.

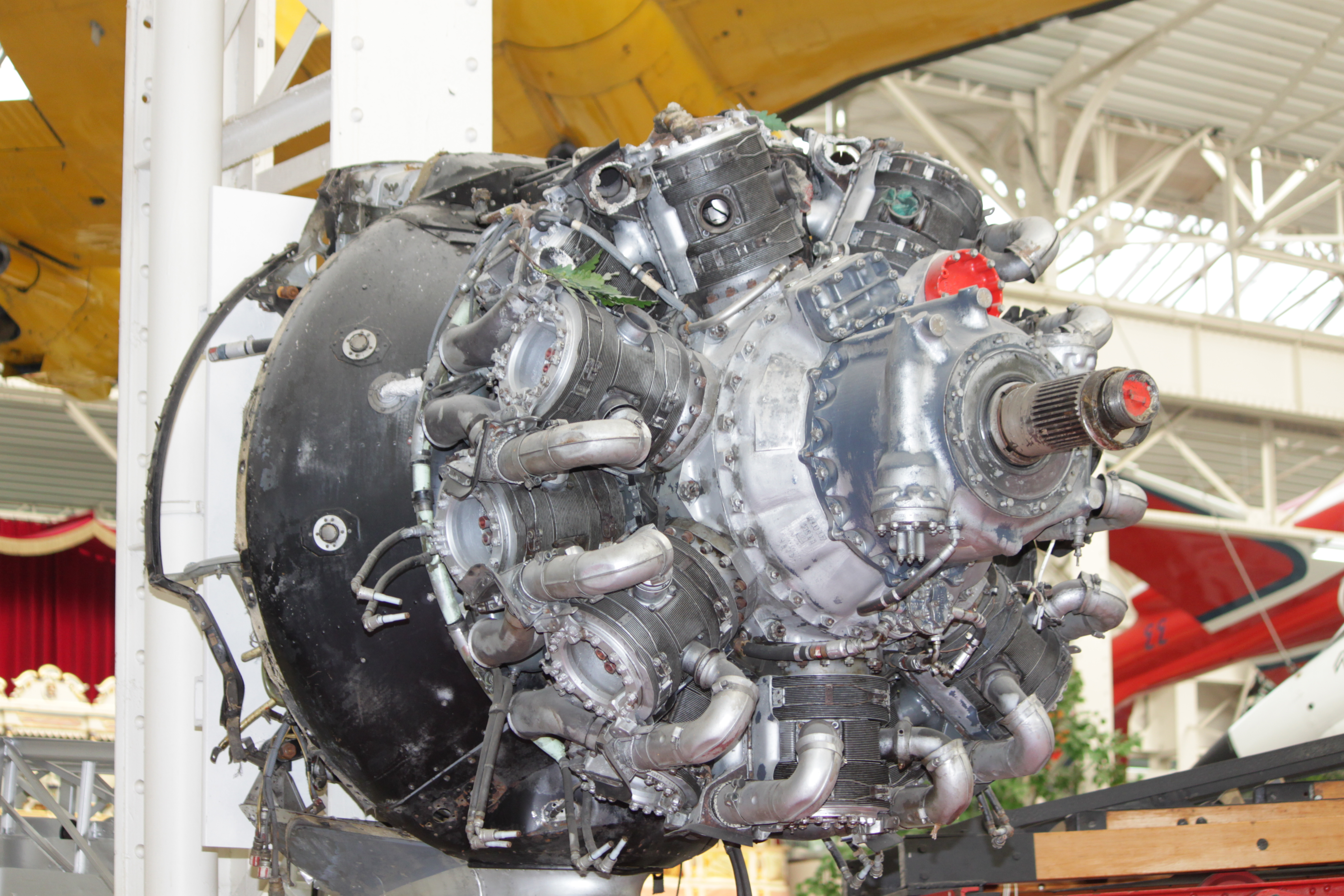
محرك الطائرة، المحرك بريستول هيركوليز السابع عشر.

- Northrop A-17 (اشترت بريستول طائرة 8ايه-1 سويدية من أجل اختبار محرك)
- نورثروب غاما
- Saro Lerwick
- Short S.26
- Short Seaford
- Short Solent
- Short Stirling
- فيكرز فاليتا
- فيكرز فارستي
- فيكرز في سي 1 فايكنغ
- فيكرز ويليسلي
- فيكرز ويلينغتون

## المواصفات (هيركوليز 2)

### مواصفات عامة
- النوع:محرك طائرة شعاعي ثنائي الصف يبرد بالهواء، مكون من 14 أسطوانات و مزود بشاحن توربيني.
- قطر الأسطوانة: 146 مم.
- الشوط: 165 مم.
- سعة المحرك: 2360 بوصة مكعبة (38.7 لتر).
- الطول: 35.15 بوصة (1350مم).
- القطر:55 بوصة (1397مم).
- الوزن: 875 باوند (465 كجم).

### المكونات
- الصمامات: صمام كُمي (بالإنجليزية: Sleeve valve) مقادة بواسطة تروس، و تحتوي على 5 منافذ في كل كُم (3 لدخول الشحنة و 2 لخروج العادم)
- شاحن توربيني:شاحن توربيني طارد مركزي أحادي السرعة.
- نظام الوقود: مكربنات هواء كلاودل هوبسون.
- نوع الوقود:بنزين رقم الأوكتان 87.
- نظام التبريد: تبريد بالهواء.
- ترس تخفيض:تروس تداويرية ماركة فارمان، نسبة التخفيض 0.44:1

### الأداء
القدرة الناتجة
- 1272حصان (949 كيلو وات) عند سرعة دورانية2800دورة/دقيقه عندالاقلاع.
- 1356حصان (1012 كيلو وات) عند سرعة دورانية2750 دورة/دقيقه على ارتفاع 4000 قدم (1220متر).
- القدرة النوعية: 26.15 كيلو وات/لتر (0.279حصان/بوصة مكعبة).
- نسبة الانضغاط: 1:7
- الاستهلاك النوعي للزيت: 0.43 باوند/حصان.ساعة (261جرام/كيلو وات.ساعة).
- استهلاك الزيت: 11 جرام/كيلو وات.ساعة.
- نسبة القدرة إلى الوزن: 0.7 حصان/باوند (1.16 كيلو وات/كجم).

## وصلات خارجية
- Running a Hercules for the first time in 30 years
- Image of the gear system for the sleeve drive
- "Safety through engine development testing" a 1948 advert for the Hercules in Flight magazine
- "600 Hours between overhaul" a 1948 Flight advertisement for the Hercules